# Callidium viridicolle
Callidium viridicolle är en skalbaggsart som beskrevs av Maurice Pic 1926. Callidium viridicolle ingår i släktet Callidium och familjen långhorningar. Inga underarter finns listade.